# Afrorubria ramosa
Afrorubria ramosa är en insektsart som beskrevs av Rauno E. Linnavuori 1972. Afrorubria ramosa ingår i släktet Afrorubria och familjen dvärgstritar. Inga underarter finns listade i Catalogue of Life.